# Rhus
- Commons
- Wikispecies

Rhus L. é um género botânico pertencente à família Anacardiaceae. Inclui a planta usada como tempero sumagre. O género conta com aproximadamente 250 espécies de plantas fanerógamas. Algumas espécies anteriormente incluídas neste género, são classificadas como Toxicodendrons, como por exemplo T. radicans, T. diversilobum e T. vernix, e diferenciam-se pela sua folhagem altamente alérgica e pelo seu fruto branco-cinza.
Os sumagres ocorrem nas regiões temperadas e subtropicais de todo o mundo, com uma grande diversidade na África Austral.
São arbustos e árvores de baixo porte que atingem 1-10 m de altura. As folhas dispostas em espiral, são usualmente penadas, ainda que algumas espécies sejam trifoliadas ou simples. As flores aglomeram-se em grupos panículas de 5-30 cm de longitude, delgadas, em tons que variam da cor do leite, esverdeado ao avermelhado, com cinco pétalas. O fruto forma cachos compactos de drupas encarnadas ou escarlates.
Propaga-se por sementes espalhadas pelas aves e através das fezes doutros animais, e também por rizomas, formando grandes colónias.

## Sinonímia
| - Toxicodendron Mill. - Duckera F.A. Barkley - Malosma (Nutt.) Raf. - Melanococca Blume - Neostyphonia Shafer - Schmaltzia Desv. ex Small | - Schmalzia Desv. ex DC. - Searsia F.A. Barkley - Terminthia Bernh. - Toxicodendron Mill. - Trujanoa La Llave |

## Espécies
- Rhus aromatica Ait.
- Rhus ×ashei (Small) Greene
- Rhus chinensis Miller
- Rhus copallina L.
- Rhus copallinum L.
- Rhus coriaria L.
- Rhus glabra L.
- Rhus hirta (L.) Sudworth
- Rhus integrifolia (Nutt.) Benth. et Hook. f. ex Brewer et S. Wats.
- Rhus kearneyi Barkl.
- Rhus lanceolata (Gray) Britt.
- Rhus michauxii Sarg.
- Rhus microphylla Engelm. ex Gray
- Rhus ovata S. Wats.
- Rhus ×pulvinata Greene
- Rhus sandwicensis Gray
- Rhus trilobata Nutt.
- Rhus typhina L.
- Rhus virens Lindheimer ex Gray
- Lista completa

## Portugal
Em Portugal ocorre apenas uma espécie, Rhus coriaria L., em Portugal Continental, nos Açores e na Madeira, onde foi introduzida.

## Classificação do género
| Sistema | Classificação                     | Referência               |
| ------- | --------------------------------- | ------------------------ |
| Linné   | Classe Pentandria, ordem Trigynia | Species plantarum (1753) |